# 松本道弘
松本 道弘（まつもと みちひろ、1940年（昭和15年）3月6日 - 2022年（令和4年）3月14日）は、日本の英語通訳者、英語講師。本名：松本 廸紘（まつもと みちひろ）。

## 経歴・人物
大阪府生まれ。高校生のとき、校長が行った臨時の授業をきっかけに、英語学習に注力するようになった。関西学院大学商学部卒業後、日商岩井勤務。通訳者として、西山千に師事し、駐日アメリカ合衆国大使館同時通訳者、NHK教育テレビの上級英語講座の講師などを勤めた。
産業能率短期大学、のち産業能率大学助教授、名古屋外国語大学教授などを経て、1997年からホノルル大学教授。
松本は、早い時期から日本におけるディベート教育の必要性を主張し、1970年代から著書『知的対決の論理 : 日本人にディベートができるか』（朝日出版社、1975年）や、翻訳書『ディベートの方法：討論・論争のルールと技術』（産業能率短期大学出版部、1978年）などを刊行するとともに、各地で普及活動にあたった。1993年には、国際ディベート学会を創設し、会長となっている。
ヒストリーチャンネルや、ナショナルジオグラフィックチャンネルなどの番組に、英語で日本文化を紹介する役回りで出演したことがある。
2022年3月14日、間質性肺炎により死去。82歳没。

## 英語道
松本は子どもの頃から柔道に打ち込んでおり、大学時代には3段になるほどだったが、柔道はスポーツではなく武道であるという捉え方をしていた。大学の頃に、「武道の心を英語に吹き込み、英語で日本一になってやろう」と決心したという。後には独自の「英語道」を提唱し、この考えに基づいた英語検定試験「ICEEコミュニケーション検定試験」を主宰するようになった。
1986年に英語と異文化交流を学ぶ私塾として「弘道館」を設け、2005年にこれを「紘道館」と改称した。2021年、インターネット上で松本道弘のコンテンツを学べる会員制オンライン・サロンが開校。これを「松本道弘オンライン・アカデミア」と言う。

## 著作
英語教育や日本文化について140冊を越える著作があるとされる。